# Rogeria brunnea
Rogeria brunnea é uma espécie de formiga do gênero Rogeria, pertencente à subfamília Myrmicinae.